# Dan Henry Watches
Dan Henry Watches es un pequeño fabricante de relojes. La empresa fue fundada en 2016 por Dan Henry, coleccionista de relojes con más de 1500 relojes clásicos en su colección. También gestiona un sitio web interactivo llamado Timeline.Watch, que ofrece información sobre relojes clásicos.

## Productos
En septiembre de 2016, Henry lanzó su primera línea de relojes: cuatro modelos que, según Sofrep.com, "rinden homenaje a los estilos vintage de las décadas de 1930, 1940, 1960 y 1970". Se trata del Reloj de Vestir de 1947, el Cronógrafo de Piloto de 1963, el Dragster Chrono de 1968 y el Reloj de Buceo Automático de 1970. [cita requerida]